# Clarence Pope
Clarence Cullam Pope (* 26. Oktober 1929 in Shreveport, Louisiana; † 8. Januar 2012 in Baton Rouge, Louisiana) war ein anglikanischer Bischof der Episkopalkirche der Vereinigten Staaten von Amerika.

## Leben
Clarence Pope wurde im Juni 1954 zum Diakon ordiniert und empfing im Mai 1955 die Priesterweihe. Er war Rektor des St. Luke’s Episcopal Church in Baton Rouge. Am 14. September 1984 wurde er zum Bischof von Fort Worth gewählt und 1985 durch John Maury Allin sowie Stanley Hamilton Atkins und James Barrow Brown zum Bischof geweiht. 1994 trat er von seinem Amt zurück und gab seinen Übertritt in die römisch-katholische Kirche bekannt; kurze Zeit später 1995 erfolgte sein Widerruf.
Am 6. August 2007 trat er endgültig mit seiner Frau der römisch-katholischen Kirche bei.
Er war seit dem 1. Oktober 1957 verheiratet und Vater zweier Kinder.